# Eldorado (San Paolo)
Eldorado è un comune del Brasile nello Stato di San Paolo, parte della mesoregione del Litoral Sul Paulista e della microregione di Registro.
Sul suo territorio si trova una grotta di grande interesse turistico, la Caverna do Diabo, nel parco statale di Jacupiranga.